# Цвєткова Вікторія Сергіївна
Вікторія Сергіївна Цвєткова (1939 р. н.) — український астроном, одна з піонерів когерентної обробки оптичних зображень. Лауреатка Державної премії УРСР в галузі науки і техніки (1986).

## Життєпис
В 1950-х роках займалась в студентському астрономічному гуртку при Харківській обсерваторії.
В 1970 році під керівництвом академіка Барабашова захистила кандидатську дисертацію «Вимірювання люмінесценції місячної поверхні в лініях Н і К Са».

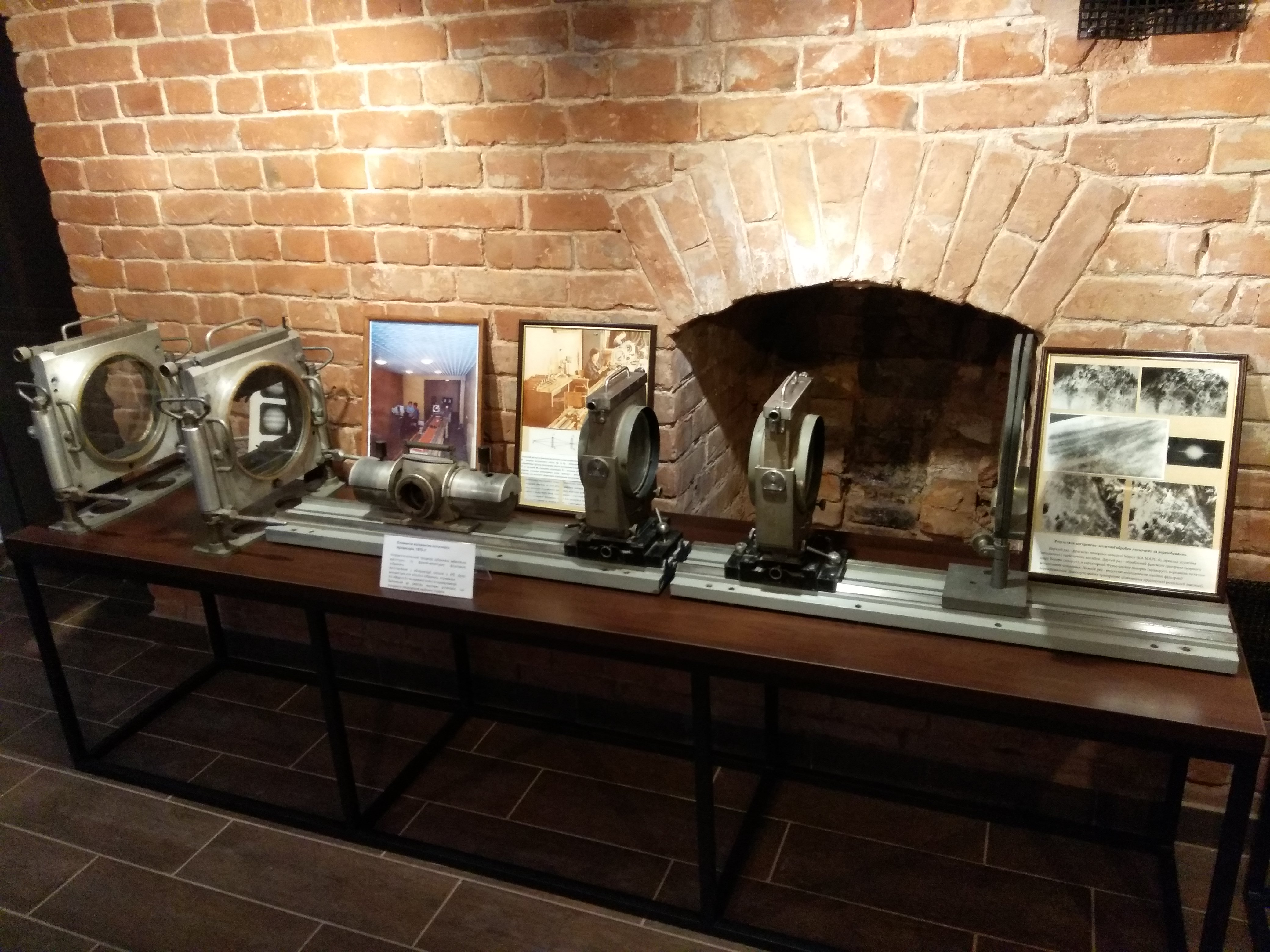
Створений Цвєтковою й Дудиновим когерентно-оптичний процесор в експозиції Харківського музею астрономії ім. М. П. Барабашова

1970 очолила групу зі створення установки для когерентної обробки оптичних зображень і в стислі строки впоралась з поставленою задачею. В наступні роки разом Дудинов й іншими колегами створила новий, вдосконалений варіант установки, який тепер є національним надбанням України. На цій установці, зокрема, виконувалася обробка зображень Марса з космічних станцій «Марс-3», «Марс-4» і «Марс-5». Цвєткова займалась спекл-інтерферометрією подвійних зірок на шестиметровому телескопі БТА, методами спекл-інтерферометрії визначила форму астероїда 4 Веста, працювала над військовими задачами
1986 року була нагороджена Державною премією УРСР в галузі науки і техніки за цикл робіт «Аналогова та цифрова обробка астрономічних зображень».
Працювала старшим науковим співробітником НДІ астрономії Харківського університету, потім — старшим науковим співробітником Радіоастрономічного інституту НАН України.

## Відзнаки
- Державна премія УРСР в галузі науки і техніки (1986)[2]
- Створений за участі Цвєткової когерентно-оптичний процесор включений до реєстру наукових установок, що складають національне надбання України[8]